# Ilminster
Ilminster är en stad och civil parish i Somerset i England. Orten har 5 808 invånare (2011). Byn nämndes i Domedagsboken (Domesday Book) år 1086, och kallades då Ileminstre/Ilemonstre.